# Nobuhiro Maeda
Nobuhiro Maeda (前田 信弘?, Maeda Nobuhiro; Prefettura di Kagawa, 3 giugno 1973) è un ex calciatore giapponese, di ruolo portiere.